# Mu Shiying
Mu Shiying (en chino: 穆時英; 12 de marzo de 1912-28 de junio de 1940) fue un escritor chino. Vivió en Shanghái la década de 1930 fue muy productivo, siendo miembro de la corriente 'escritores de mariposa'. Describe su fascinación por la modernidad y los cambios incesantes en la ciudad. Es autor de Cinco en una caja de noche y de Un cobarde.
- Datos: Q837986